# Nyilasi Bálint
Nyilasi Bálint (Budapest, 1990. március 20. –) magyar labdarúgó. Édesapja a hetvenszeres válogatott Nyilasi Tibor.

## Pályafutása
2008. november végén mutatkozott  be a Ferencvárosban, utána pedig a kezdőcsapatba is bekerült, a Honvéd elleni ligakupameccsen, ahol gólt is szerzett. Édesapjához hasonlóan a középpályán kapott helyet, de nem a legendássá tett 8-as mezben játszik, hanem 24-esben.
2013 júliusában a másodosztályú Soproni VSE csapatához igazolt.

## Külső hivatkozások
Nyilasi Bálint adatlapja az Üllői 129 blogon